# 小薩凡納
小薩凡納（Petite Savanne）是加勒比海島國多米尼克聖帕特里克區的一個村莊，位於該島南海岸，2001年人口781人。該村莊建於多米尼克的陡峭地帶上。小薩凡納摧毀導致823人被迫撤離。